# Francis Aidan Gasquet
Francis Aidan Gasquet (né le 5 octobre 1846 à Somers Town, en Angleterre, et mort le 5 avril 1929 à Rome), est un cardinal britannique de l'Église catholique du début de la  XXe siècle, créé par le pape Pie X. Il est membre de l'ordre des bénédictins.

## Biographie
Francis Aidan Gasquet est prieur de l'abbaye de Downside, mais doit démissionner pour des raisons de santé. Il fait des travaux de recherche au British Museum entre 1892 en 1900. Il est président de  la confédération des bénédictins anglais à partir de 1900. À partir de 1907, il est président de la "Commission pontificale pour la révision de la Vulgate".
Le pape Pie X le crée Cardinal lors du consistoire du 25 mai 1914. Le cardinal Gasquet est préfet des Archives secrètes du Vatican à partir de 1917, préfet de la Bibliothèque vaticane à partir de 1919 et Archiviste de la Sainte-Église à partir de 1920.
En 1924, il reçoit le roi George V d'Angleterre et la reine Mary dans la Bibliothèque du Vatican. Le cardinal Gasquet participe au conclave de 1914, lors duquel Benoît XV est élu pape et à celui de 1922 (élection de Pie XI).

## Œuvres
- The black death of 1348 and 1349. AMS Press, Urbe Novo Eboraco 1977,  (ISBN 0-404-13264-2) (Londres, 1908)
- The eve of reformation: studies in the religious life and thought of the English people in te period preceding the rejection of the Roman jurisdiction by Henry VIII. Kennikat, Port Washington, Novum Eboracum 1971 (Londres, 1900)
- The last abbot of Glastonbury. Lanerch, Fedinfach 2000,  (ISBN 1-86143-107-4) (londres, 1908)
- Religio religiosi: Zweck und Ziel des Ordenlebens. VA Tyrolia, (Innsbruck 1922)

## Littérature
- Shane Leslie: Cardinal Gasquet: a Memoir. Burns Oates, Londinii 1953
- Michael C. Knowles: Cardinal Gasquet as an Historian. Athlone Press, Londinii 1957